# Megasoma hyperion
Megasoma hyperion es una especie de escarabajo rinoceronte del género Megasoma, tribu Dynastini, familia Scarabaeidae. Fue descrita científicamente por Prandi, Grossi y Vaz-de-Mello en 2020.

## Descripción
Mide aproximadamente 79 milímetros de longitud.

## Distribución
Se distribuye por Brasil.